# Less than Zero (саундтрек)
Less than Zero — альбом саундтреків до фільму «Менше нуля», який вийшов 6 листопада 1987 року на лейблі Def Jam. В збірці поєднані музичні композиції різноманітних жанрів, включаючи: хард-рок, поп-рок, хіп-хоп, хеві-метал і ритм-н-блюз. Продюсером альбому виступив Рік Рубін. Альбом був комерційно успішним і 8 лютого 1988 року став золотим. Він зайняв 31 місце в чарті Billboard 200, 22-ге місце в «Top R&B/Hip-Hop Albums».

## Трекліст
| #     | Назва                                         | Автор                                              | Виконавець                                  | Тривалість |
| ----- | --------------------------------------------- | -------------------------------------------------- | ------------------------------------------- | ---------- |
| 1.    | «Rockin' Pneumonia and the Boogie Woogie Flu» | Гвей "Піано" Сміт, Джонні Вінсент                  | Aerosmith                                   | 2:56       |
| 2.    | «Life Fades Away»                             | Гленн Данзіг, Рой Орбісон                          | Рой Орбісон                                 | 3:42       |
| 3.    | «Rock and Roll All Nite»                      | Пол Стенлі, Джин Сімменс                           | Poison                                      | 3:37       |
| 4.    | «Going Back to Cali»                          | LL Cool J                                          | LL Cool J                                   | 4:10       |
| 5.    | «You and Me (Less than Zero)»                 | Гленн Данзіг, Рік Рубін                            | Glenn Danzig & the Power and Fury Orchestra | 3:36       |
| 6.    | «In-A-Gadda-Da-Vida»                          | Doug Ingle                                         | Slayer                                      | 3:19       |
| 7.    | «Bring the Noise»                             | Карл Редінгауер, Генк Шоклі, Ерік "В'єтнам" Седлер | Public Enemy                                | 3:45       |
| 8.    | «Are You My Woman? (Tell Me So)»              | Eugene Record                                      | Black Flames                                | 3:06       |
| 9.    | «She Lost You»                                | Піт Ґейдж                                          | Joan Jett and the Blackhearts               | 2:58       |
| 10.   | «How to Love Again»                           | Вінні Белл, Фредерік Гордон                        | Оран "Джус" Джонс                           | 4:42       |
| 11.   | «A Hazy Shade of Winter»                      | Пол Сіммон                                         | The Bangles                                 | 2:47       |
| 41:28 |                                               |                                                    |                                             |            |

В фильме прозвучало декілька композицій, що не ввійшли в офіційний саундтрек. Серед них «Abele Dance» Ману Дибанджо, «Psychotic Reaction» Count Five, «Christmas in Hollis» Run-D.M.C., «Bump n Grind» Девід Лі Ротаи, «Fight Like a Brave» Red Hot Chili Peppers, «Lil' Devil» The Cult, «Want Fi Goh Rave» Лінтона Квезі Джонсона, «Moonlight Drive» The Doors и «Fire» Джимі Хендрікса.

## Чарти
| Чарт (1988)                           | Найвища позиція |
| ------------------------------------- | --------------- |
| US Billboard 200                      | 31              |
| US Top R&B/Hip-Hop Albums (Billboard) | 22              |

## Сертифікації
| Регіон                                             | Сертифікація | Продажі  |
| -------------------------------------------------- | ------------ | -------- |
| США (RIAA)                                         | Золотий      | 500 000^ |
| ^відвантаження, що базуються лише на сертифікаціях |              |          |